# Göstas göl
Göstas göl är en sjö i Värnamo kommun i Småland och ingår i Lagans huvudavrinningsområde.